# 모리 에리카
모리 에리카(일본어: 森 絵梨佳, 1988년 10월 4일 ~ )는 일본의 모델, 그라비아 아이돌, 배우이다.

## 출연 작품
- 리틀 나이츠, 리틀 러브 (2019)
- 전원, 짝사랑 (2016)
- 러브러브 에일리언 (2016)
- 굿모닝 콜 (2016)
- 가면라이더 - 더 넥스트 (2007)
- 가면라이더 - 히비키 (2005)
- 가면라이더 - 히비키와 7인의 전귀 (2005)
- 문제없는 우리 (2004)